# إبراهيم العريان
إبراهيم العريان (1892-1953) ولد إبراهيم أحمد يوسف عبد الله العريان في القاهرة عام 1892. كان أبوه وجدّه عازفين متمكنين على آلة القانون، فتتلمذ على يد والده في أصول العزف على القانون وتأثر بالمدرسة التقليدية ، شأنه في ذلك شأن أقرانه من أبناء العائلات الموسيقية كآل العقاد والحفناوي وعبده صالح وشرارة وغيرهم ، الذين توارثوا أصول العزف أباً عن جد.
وكان من الطبيعي لما أصبح بدوره عازفاً متمكناً أن ينضمّ إلى تخت كبار مطربي ذلك العصر كمحمد سالم العجوز ومحمد السبع وسيد درويش ، وطاف العديد من البلدان العربية . وفي عام 1929 انضمّ إلى فرقة أم كلثوم حديثة العهد آنذاك واشترك في تسجيلاتها الأولى وبقي فيها زهاء 8 سنوات ضارباً على آلة القانون. كذلك فقد سجّل اسطوانات تحمل تقاسيمه واشتهر بسماعياته وأشهرها البياتي ثم العجم والجهاركاه والنهوند والسيكاه. ويعتبر سماعي بياتي العريان أشهر سماعي في تاريخ الموسيقى العربية.
ألّف مع ابنه أحمد العريان ، الذي كان لاحقاً عازفاً على آلة الكمان في فرقة أم كلثوم، ثنائياً وقدّما فواصل موسيقية في الإذاعة المصرية . من تلاميذه كامل إبراهيم وحسين فوزي ومحمد عبده صالح، عازف القانون الشهير في فرقة أم كلثوم ومدير فرقتها بعد محمد القصبجي.
ليس في المكتبة العربية المقروءة ما يشير إلى أكثر مما تقدّم حول سيرة إبراهيم العريان ، وقد يرجع ذلك إلى أنّ تراجم الموسيقيين لم تكن أمراً ذا بال في ذلك العصر فلم يأبه أحد بتدوينها ، أو إلى أنّ سيرته لم تكن أكثر من ولد وعزف وألـّف ثم توفّي ، وقد يعود ذلك إلى أنّ موسيقيي ذلك العصر كانوا على الأغلب أمّيين فلم يحفلوا ولم يتمكنوا من تسجيل مذكراتهم وأين وكيف ومتى عملوا ومع من . مع هذا فإنّ أثر الموسيقي الأكبر هو إرثه الموسيقي ّ لا مذكراته ، وقد ترك لنا إبراهيم العريان مجموعة من التقاسيم والسماعيات والمؤلفات الأخرى جعلته يخلد في ذاكرة الأمة العربية الجمعية ، فلن تجد موسيقياً عربياً لم يسمع باسم إبراهيم العريان حتى ولو لم يتسنّى له معرفة مؤلفاته أو عزفها.
توفي إبراهيم العريان في القاهرة عام 1953 .